# Otterswang (Pfullendorf)
Otterswang ist eine von sieben Ortschaften der Stadt Pfullendorf im Landkreis Sigmaringen in Baden-Württemberg, Deutschland.

## Geographie

### Geographische Lage
Otterswang liegt etwa vier Kilometer nördlich von Pfullendorf in der südlich der Schwäbischen Alb vorgelagerten Endmoränenlandschaft der letzten Eiszeiten im Tal des Kehlbachs.

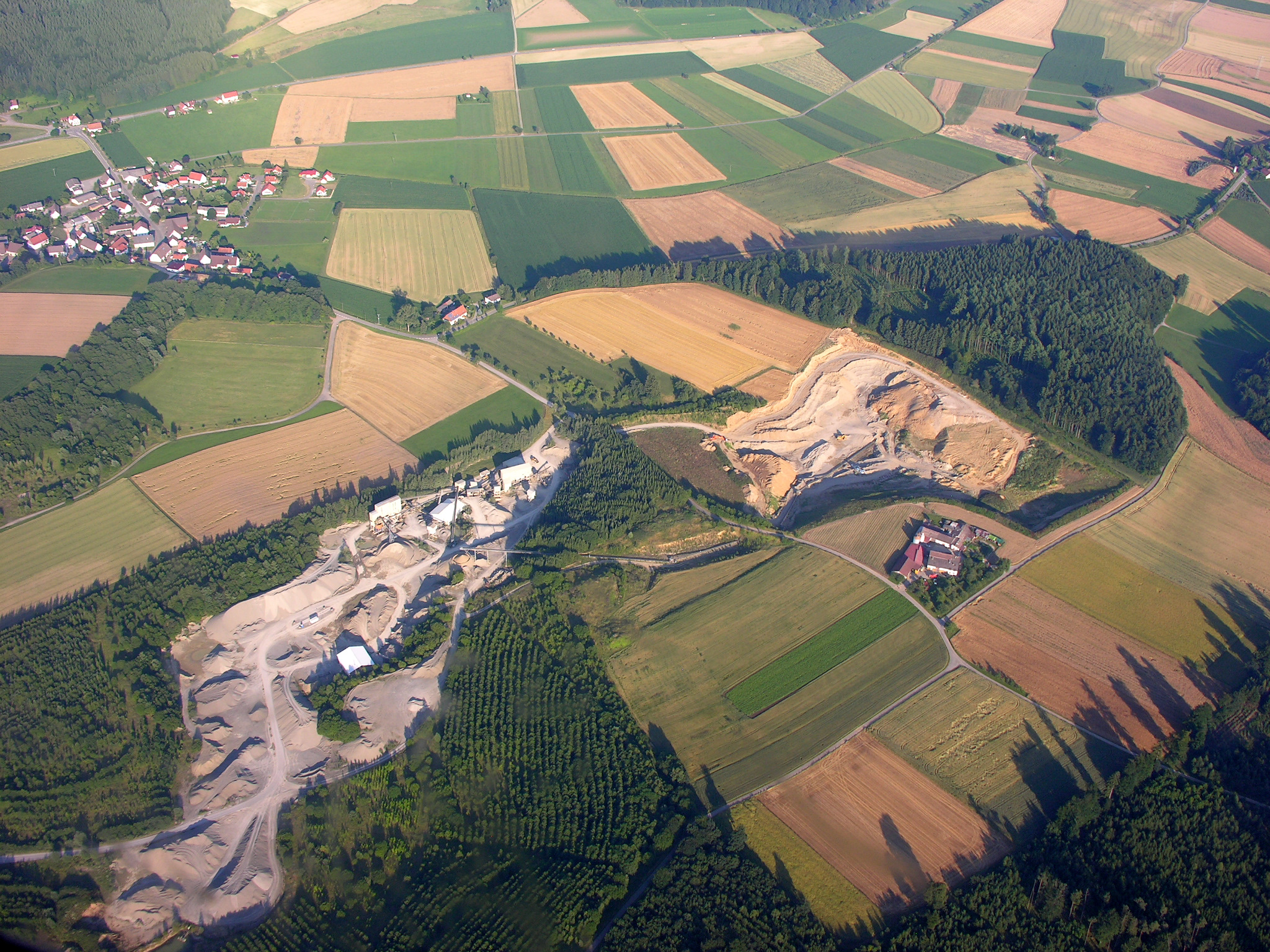
Kiesabbau bei Otterswang, das Dorf selbst links oben.

In der nahe liegenden Kiesgrube bei Weihwang gibt es seltene, so genannte Kofferfalten. Auf der Gemarkung wird auch an anderen Stellen umfangreich Kies abgebaut.

### Ausdehnung des Gebiets
Die Gesamtfläche der Gemarkung Otterswang umfasst 529 Hektar.

### Teilorte
Zur Ortschaft Otterswang gehören das Dorf Otterswang, die Weiler Litzelbach und Weihwang und die Höfe Hilarihof und Sägmühle. Des Weiteren die Wüstungen Gunzenwiller und Hasendränkin.

## Geschichte

### Vor- und Frühgeschichte
Von einer vor- und frühgeschichtlichen Besiedlung der Gemarkung zeugen im Wald zwischen Kappel und Otterswang vier keltische Grabhügel. Zwei liegen östlich der heutigen Ortschaft in den Gewannen Kälberweid und Kappeler Birken, dem bewaldeten Dreieck zwischen Kappel, Otterswang und Glashütte sowie in der Nähe des Hilarihofes. Die Siedlung selbst konnte jedoch noch nicht archäologisch nachgewiesen werden.
Die Otterswanger Grabhügel wurden seit dem 19. Jahrhundert mindestens drei Mal unvollständig untersucht. Im Jahr 1832 fand die erste vermerkte Untersuchung durch den Sigmaringer Straßenoberinspektor Hermann von Hövel statt. Eine spätere Untersuchung fand unter Pfarrer Baur aus Dietershofen statt, der im Jahr 1882 „in concentrischen Kreisen“ ausgraben ließ. Vermutlich handelt es sich bei dem durch Baur untersuchten Grabhügel um den noch heute im Wald gut sichtbareren Hügel, der einen Einschnitt eines ringförmigen Suchgraben aufweist. Es scheint, dass er damals unbemerkt mehrere Gräber angetroffen hat. Fundstücke von Otterswang werden bis heute in der Vor- und Frühgeschichtlichen Sammlung im Schloss Sigmaringen verwahrt, darunter auch zwei eiserne Dolche aus der Ausgrabung von 1882. Auch Bruchstücke von verzierten Bronzeblechen sind erhalten, sogar Reste des Leders vom Gürtel, auf den die Bleche aufgenietet waren. Ringe aus Bronze schmückten Arme und Beine einer Frau, die offenbar ebenfalls in dem Hügel zur Ruhe gebettet war.
Im Oktober 2007 veröffentlichte das Kiesbauunternehmen Valet und Ott Pläne, nach denen ab 2010 auf diesem Gebiet ein neues 48 Hektar großes Abbaugebiet entstehen soll, um bis zum Jahr 2040 sechs Millionen Kubikmeter Kies abzubauen. Die daraufhin gegründete Bürgerinitiative „Schützt den Wald bei Otterswang / Kappel / Glashütte“ kritisiert den Verlust der sich im Zentrum des neuen Abbaugebiets befindlichen keltischen Grabhügel.  Im Dezember 2007 sprach sich der Gemeinderat Pfullendorf im Gegensatz zum Gemeinderat Wald gegen die geplante Ausweisung von zusätzlichen 20 Hektar Kiesabbauflächen im Bereich Otterswang, Kappel und Glashütte aus. Er verweist auf den gültigen Beschluss aus dem Jahr 2004, in dem im Teilregionalplan „Oberflächennahe Rohstoffe“ lediglich 23 Hektar als Bereich zur Sicherung von Rohstoffvorkommen ausgewiesen sind, das heißt der Kiesabbau, genehmigt ist.
Ein Erhalt der Hügelgräber ist nicht möglich und macht eine neuerliche Untersuchung der Grabhügel nötig. Noch könnten einzelne Gräber in den Hügeln stecken oder eingetieft zwischen den Hügeln liegen. Früher übersehene Bruchstücke müssten an die Funde im Museum angepasst werden. Mit den heutigen Grabungsmethoden kann man oft noch Spuren von Textilien oder hölzernen Grabkammern erkennen und rekonstruieren, wie die Hügel aufgebaut wurden – alles Informationen, die den Ausgräbern im 19. Jahrhundert entgangen sind. Das Landesamt für Denkmalpflege Baden-Württemberg im Regierungspräsidium Tübingen erklärte sich im November 2007 mit einer Archivierung einverstanden.
Otterswang lag in römischer Zeit auf dem Gebiet der römischen Provinz Raetia. Eine vom Lacus Brigantinus (Bodensee) kommende, auf Pfullendorfer Gemarkung als „Herweg“ bezeichnete Römerstraße führte an der einst keltischen Siedlung vorbei. Aus dieser Zeit stammt die Bronzefigur eines Meer-, Fisch- oder Seegreifen, ein vermeintliches Kohorten- oder Legionszeichen (die Falschmeldung als Signum geht auf Ludwig Heizmann im Jahr 1935 zurück), die im Mai 1850 in der Sägemühle des Dorfes Otterswang, bei Grabungen eines Kellers 7 Fuß tief unter der Oberfläche des Bodens gefunden wurde. Diese Fundbeschreibung steht im Widerspruch zu einem anderen, in der Literatur mit „im freien Felde“ „von einem Pfullendorfer Bürger“ bezeichneten, Fundort.
Das aus Bronze gegossene und ciselirte Signum ist mit einer grünlich-grauen Patina überzogen. Es zeigt eine Greifenprotome mit zwei Vorderfüßen und Delphinschwanz. Zwischen den Vorderpranken hält er ein fragmentiertes Inschrifttäfelchen mit einer fast nur aus Abkürzungen bestehenden Inschrift mit altertümlichen Zeichen. Auf ihr steht, in zwei Zeilen getrennt, CONATVS KE. V. K., dass nach Karl Zell mit „Conatus Centurio quintae cohortis oder centuriae“ zu deuten ist. Das Signum besitzt, je nach Literatur, ein achtseitiger Untersatz, welcher unten eine Spitze hatte, bzw. eine trompetenförmige Tülle auf der Unterseite, und war demnach auf einem langen Schaft zu tragen. Stil und Qualität der Plastik weisen auf Italien (Raum von Arezzo, Cortona oder Perugia) als Herstellungsort hin. Wahrscheinlich handelt es sich bei diesem Signum um ein Feldzeichen eines Truppenteils der XIV. Legion, das ihnen von Kaiser Nero ehrenhalber als Triumphalzeichen verliehen wurde, da sie sich im Kampf gegen das aufständische Britannien, zusammen mit dessen Statthalter C. Suetonius Paullinus, hervorragend bewährt hatten.
Die Übersetzung der ergänzten Inschrift könnte folgendermaßen lauten: „Für das (bestandene) gefahrvolle Wagnis. Der XIV. Legion (verlieh) das Signum, nachdem die Icener besiegt waren, (C. Suetonius) Paullinus.“ Nach Tacitus wurde die XIV. Legion im Jahr 67 aus Britannien abgezogen, um am Orientfeldzug teilzunehmen. Seit dem Jahr 70, nachdem sie im Bataver-Aufstand gekämpft hatte, gehörte sie wieder zu der am Oberrhein stehenden Armee und bezog bis zum Jahr 95 als Standlager ihre alte Garnison in Mogontiacum (Mainz). Dann wurde sie nach Pannonien abkommandiert, um unter Domitian am Krieg gegen Sueben und Sarmaten teilzunehmen. Beim Abmarsch der Legion könnte es in Obergermanien in Limesnähe zu einem Gefecht mit einem germanischen Stamm gekommen sein, in dessen Verlauf das Signum verloren ging und in den Boden des Otterswanger Ackers geraten ist. Inwieweit ein römisches Leichenfeld bei Bittelschieß in Verbindung mit dem Gefecht zu setzen ist, ist ungewiss.
Das Greifensignum wurde als eine der schönsten Zierden der „Alterthumshalle zu Baden“ in die Hauptstadt des ehemaligen Landes Baden nach Karlsruhe verbracht. Es befindet sich heute in den Beständen des Badischen Landesmuseums.

### Mittelalter bis heute
Das Dorf selbst wurde im frühen Mittelalter gegründet und fand 1083 als „Otoleuswanc“ erstmals urkundliche Erwähnung. Otterswang leitet seinen Namen nicht von Otter ab, sondern von einem mit „Ot“ beginnenden Personennamen. Im 13. Jahrhundert gehörte Otterswang den Herren von Reischach. Am 16. Juli 1312 wurde „Otoleuswanc“ für 22 Mark Silber vom Kloster Wald gekauft, damals erhielt es den Namen Otterswang.
Im Verlauf des Dreißigjährigen Kriegs (1618–1648) wurde auch der klösterliche Weiler Otterswang niedergebrannt und lag jahrelang wüst.
Beinahe 500 Jahre lang gehörte Otterswang dem Kloster, der geschachtete Schrägbalken des Zisterzienserordens ist auch heute noch Teil des Wappens. Erst durch die Säkularisation aufgrund des Reichsdeputationshauptschlusses kam Otterswang 1806 zusammen mit dem restlichen Walder Gebiet an das Fürstentum Hohenzollern-Sigmaringen. 1850 kam das Dorf als Teil von Hohenzollern-Sigmaringen als Hohenzollernsche Lande an Preußen, bis 1862 gehörte es zum preußischen Oberamt Wald und seitdem zum Oberamt und Kreis Sigmaringen.
Seit dem 1 Juli 1972 ist Otterswang eine Teilgemeinde der Stadt Pfullendorf. Es gehörte damit sechs Monate lang zum Landkreis Überlingen, bevor Pfullendorf 1973 zum Landkreis Sigmaringen kam.

### Einwohner
In der Ortschaft Otterswang leben aktuell 195 Einwohner, das entspricht rund 80 Haushalten (Stand: Juni 2015). Davon leben 160 im Dorf Otterswang, 23 in Litzelbach und 12 in Weihwang.

## Religion

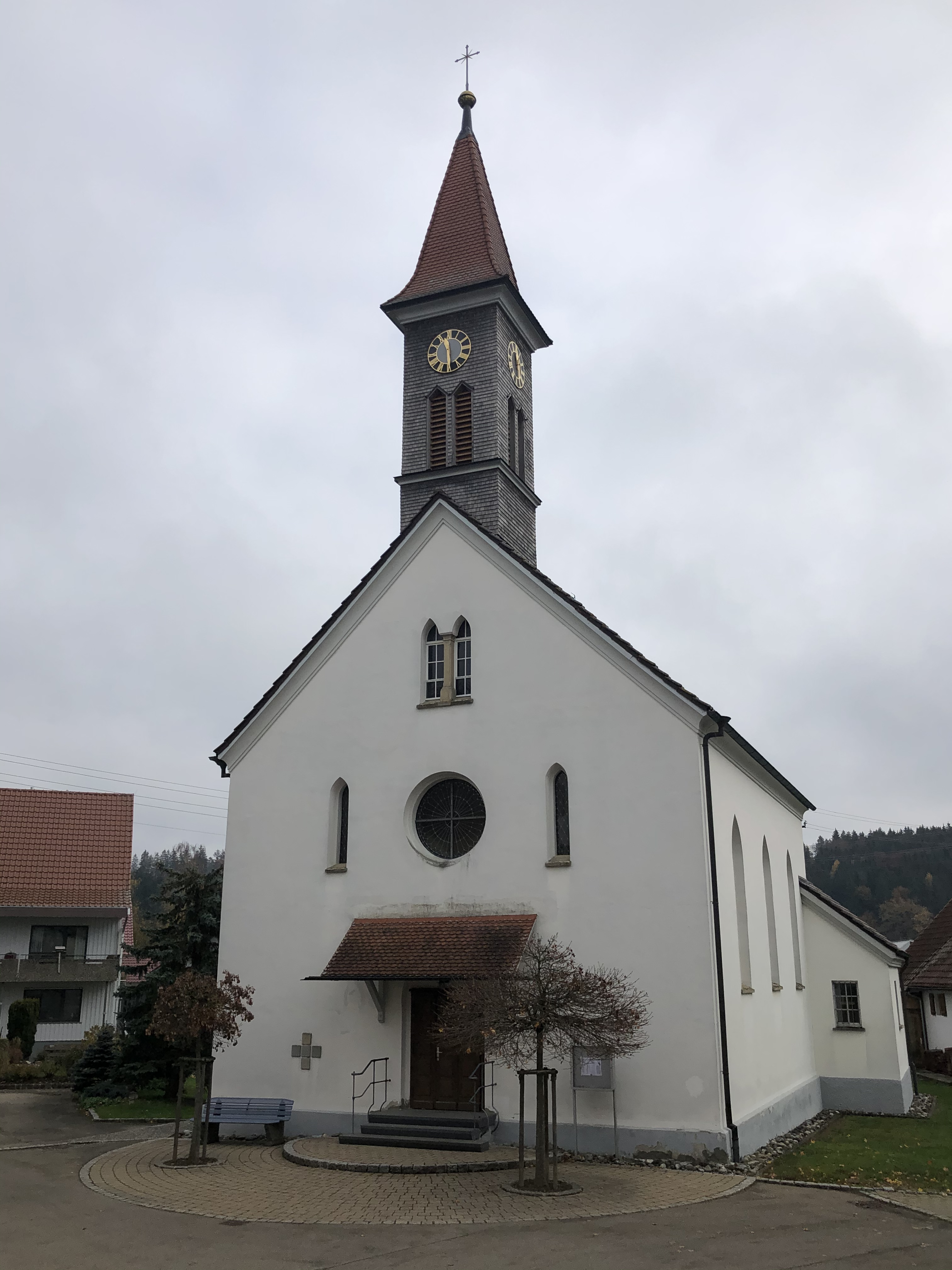
Katholische Kirche St. Fidelis

Die Bevölkerung Otterswangs ist hauptsächlich katholisch. Die Kirchengemeinde gehört zur Seelsorgeeinheit Oberer Linzgau. Früher wurden die Verstorbenen auf dem Friedhof in Pfullendorf bestattet. Das „Totenwegle“ führte durch das Waldgebiet Neidling nach Pfullendorf.

## Politik

### Ortschaftsrat
Die Ortschaft Otterswang hat einen eigenen Ortschaftsrat, der aus sieben ehrenamtlich tätigen Ortschaftsräten inklusive eines Ortsvorstehers als Vorsitzenden besteht. Der Ortschaftsrat wird direkt vom Volk gewählt. Die Wahlperiode dauert fünf Jahre.

### Ortsvorsteher
- 1984–2009: Willi Längle[28]
- seit 2009: Siegbert Krall (CDU)[26]

### Wappen
Das Wappen von Otterswang zeigt ein gespaltenes Schild, vorne in Schwarz ein doppelreihig von Rot und Silber geschachter Schrägbalken (Zisterzienserbalken), hinten in Gold ein schwarzes Rad.
Der Zisterzienserbalken bringt die einstige Zugehörigkeit zum Kloster Wald zum Ausdruck.

## Öffentliche Einrichtungen

### Bildung
Einen regulären Kindergarten gibt es in Otterswang nicht, auch die Grundschule wurde 1970 aufgegeben. Mit dem Sprachheilkindergarten Otterswang, einer Außenstelle des Hör-Sprachzentrums Wilhelmsdorf, gibt es aber einen Schulkindergarten mit Ganztagesangebot.

## Vereine
- Freiwillige Feuerwehr Otterswang
- Musikverein Otterswang: Der Musikverein wurde im Jahre 1898 gegründet und hat derzeit rund 35 aktive Mitglieder.
- Katholische Landjugendbewegung Otterswang
- Kirchenchor Otterswang
- Kehlbachratten Otterswang e. V.: Der Narrenverein wurde am 26. Januar 1996 gegründet. Der Name der Kehlbachratten beruft sich auf den Dorfbach, den Kehlbach.
- O-Town Gugge: Ist ein Ableger des Otterswanger Musikvereins, der in der Fasnachtszeit Guggenmusik spielt

## Kultur und Sehenswürdigkeiten

### Bauwerke
- Die dem Hl. Fidelis geweihte Kirche wurde 1858/1859 im neugotischen Stil erbaut. Zur Ausstattung gehören zwei wertvolle Darstellungen der Heiligen Barbara und der Heiligen Katharina, die um 1730 entstanden sind, sowie eine Schutzmantelmadonna und eine Figur des heiligen Fidelis.[26]
- In Otterswang befindet sich eine Zehntscheuer, die im Mittelalter als Lagerhaus zur Aufbewahrung der Naturalsteuer Zehnt diente.
- Die Alte Schulhaus an der Kreuzung der Landesstraße 456 mit der Kreisstraße 8242 in Richtung Zell am Andelsbach wurde über viele Jahre als Gasthof „Waldesruh“ und nach jahrelangem Leerstand als Gärtnerei genutzt.[26]
- Das Madlener-Haus, ein kleines Gebäude am Ende der Dorfstraße, das einem Brand zum Opfer gefallen war und 1932 als Rathaus wieder aufgebaut wurde, ist ein Sanierungsfall und soll nach dem Neubau des Dorfgemeinschaftshauses verkauft werden.[30] Für das Dorfgemeinschaftshaus wurde das alte Volksschulgebäude im Espanweg abgerissen.[26]
- Am Bubenberg hinter der „Waldesruh“ befindet sich ein hölzernes Feldkreuz mit Christuskorpus.[26]

### Regelmäßige Veranstaltungen
- Alljährlich am Samstag nach dem Dreikönigsfeiertag findet das Guggenmusiktreffen, veranstaltet durch den Musikverein Otterswang bzw. der O-Town Gugge, statt.
- Des Weiteren findet am Sonntag nach Aschermittwoch das große Funkenfeuer des Narrenvereins Kehlbachratten statt.
- Der Höhepunkt im Kirchenjahr bildet das Fidelisfest.

## Wirtschaft und Infrastruktur
Otterswang hat einen ländlichen Dorfcharakter ohne nennenswerte Industrie. Die Landwirtschaft nimmt ebenfalls nur noch eine untergeordnete Rolle im Erwerb ein. Gab es 1985 noch über zwanzig Landwirte im Dorf, so sind es 2015 nur noch elf: vier Vollerwerbslandwirte, sieben im Nebenerwerb.

### Verkehr
Unweit von Otterswang verläuft folgende Fernverbindung:
- L456: Die Bundesstraße 312 von Reutlingen führt über Gammertingen zur Bundesstraße 32 nach Sigmaringen. Diese trifft dort auf die Bundesstraße 463, die vom Autobahnanschluss Empfingen über Balingen nach Sigmaringen führt. Ab Sigmaringen erreicht man über die L456 – Krauchenwies – Otterswang – Pfullendorf – die Bodensee-Autofähre Konstanz–Meersburg

Der Öffentliche Nahverkehr wird durch den Verkehrsverbund Neckar-Alb-Donau (naldo) gewährleistet. Otterswang befindet sich in der Wabe 448.